# Comté d'Ausona
 (mars 2011).
Si vous disposez d'ouvrages ou d'articles de référence ou si vous connaissez des sites web de qualité traitant du thème abordé ici, merci de compléter l'article en donnant les références utiles à sa vérifiabilité et en les liant à la section « Notes et références ».
Le comté d'Ausone ou d'Ausona (Osona en catalan moderne) a été un comté vassal du royaume franc à la fin du IXe siècle. Il était situé au nord-ouest du comté de Barcelone et à l'ouest du comté de Gérone. Le comté a existé à partir de la fin du IXe siècle. Il forme une union de lois communes avec d'autres comtés indépendants voisins au XIIe siècle, c'est la Principauté de Catalogne.

## Origines
Le comté d'Ausone, aujourd’hui inexistant, fut créé en 798 sur la base de l’ancien évêché d'Ausone. Le chef-lieu était Vic (Vicus en latin)
Après être tombé sous la domination des Maures, l'évêché d'Ausone fut repris en 798 par Louis le Pieux, et le wali d'Osca (Huesca) fut repoussé au sud. La même année, le roi d'Aquitaine Louis le Pieux ordonna à Borrell (noble Goth) de reconstruire les châteaux de Vic, Cardona et Casserres. Ces terres formèrent le comté d'Ausone avec Borrell comme premier comte.
Ausone fera partie du royaume franc jusqu'à 817. Le décès de Borrell en 812 ou 813 fit passer le comté sous l'autorité du comte franc de Barcelone, Rampon. 
En 826/827, les comtes de Conflent et de Razès (Bera II et Argila) en désaccord avec le comte de Barcelone (Rampon) mais surtout avec le marquis Bernard de Septimanie, occupèrent Ausone. 
Guifred le Velu commença le repeuplement du comté en 879.
Ensuite, Ausone passa sous le contrôle de différents comtes.
- De 939 à 943 : Période des comtes de Barcelone : Armengol Ier fils du comte de Barcelone (Sunyer Ier)
- En 990 le pagus de Berga quitta Ausone et fit partie de la Cerdagne puis de Besalú

- En 1035 Ausone échappa aux comtes de Barcelone quand Bérenger Raimond Ier lègua Ausone à sa veuve Gisèle de Lluca et à son fils Guilhem Ier d’Ausone.
- Le remariage de Gisèle fit repasser Ausone dans le comté de Barcelone.
- Ausone s’étendit au sud en incorporant les terres de Manresa.
- En 1107, Raimond-Bérenger III de Barcelone légua Ausone à sa fille Chimène d’Ausone ; il constituait sa dot lors de son mariage avec Bernard III de Besalú.
- Sans descendants à leur mort, Ausone retourna aux comtes de Barcelone et Rois d’Aragon.
- En 1356, le roi Pierre IV d'Aragon le donne à Bernard III de Cabrera/I d’Ausone avant que le roi ne le lui confisque en 1364.
- À partir de cette date, le titre de comte d’Ausone disparaît, mais il réapparaît de 1373 à 1383, attribué au vicomte de Cabrera.
- Le titre passa ensuite à la Maison de Moncade, aux marquis d’Aitona en 1574, puis en 1722 aux comtes de Medinacelli et Empúries.

## Liste des comtes carolingiens
- 798-820 : Borrell Ier d'Osona ou d'Ausone, noble d'origine goth.
- 820 : Berà, comte de Barcelone.
- 820-825 : Rampon, comte de Barcelone.
- 825-826 : Bernard de Septimanie, comte de Barcelone.
- 826-827 : Aissó (Aysun) et Guilhem comtes de Razès et Conflent, comtes rebellés.
- 827-879 : interrègne, territoires abandonnés, unis au comté de Barcelone.

## Liste des comtes héréditaires

### Maison de Barcelone
- 879-897 : Guifred Ier  le Velu, comte de Barcelone
- 897-911 : Guifred II Borrell de Barcelone Guifred II, comte de Barcelone, fils du précédent
- 911-939 : Sunyer Ier de Barcelone, comte de Barcelone, frère du précédent
- 939-943 : Armengol Ier d'Auson, fils du précédent
- 943-947 : Sunyer Ier de Barcelone, (deuxième fois)
- 947-992 : Borrell II, comte de Barcelone, fils du précédent
- 992-1017 : Raymond Borrell, comte de Barcelone, fils du précédent
- 1017-1035 : Bérenger-Raimond Ier, comte de Barcelone, fils du précédent
- 1035-1054 : Guilhem Ier d'Ausone, fils du précédent
  - associé à 1035-1054 : Gisèle de Lluçà, veuve du comte
- 1054-1076 : Bérenger-Raimond Ier de Barcelone, comte de Barcelone, frère du précédent
- 1076-1082 : Raimond-Bérenger II de Barcelone, comte de Barcelone, fils du précédent
- 1076-1096 : Bérenger-Raimond II de Barcelone, comte de Barcelone, frère du précédent
- 1082-1107 : Raimond-Bérenger III de Barcelone, comte de Barcelone, fils de Raimond Bérenger II
- 1107-1111 : Chimène d'Ausona, fille du précédent et petite-fille du Cid, mariage avec Bernat III de Besalú

À la mort de Bernat en 1111, le comté s'intégra définitivement au comté de Barcelone

### Maison de Cabrera
En 1356, le roi Pierre IV d'Aragon (Pierre Le Cérémonieux) recrée le comté d'Ausona.
- 1356-1364 : Bernat III de Cabrera et I d'Ausona.

En 1364, il passe définitivement à la Couronne d'Aragon.

### Maison de Montcade
En 1574, le comte d'Aitona, Francesc I de Montcade, achète le titre de omte d'Ausona et le roi Philippe Ier d'Aragon le nomme marquis d'Aitona.
- 1574-1594 : Francesc I d'Ausona et de Montcade
- 1594-1626 : Gaston I d'Ausona et II de Montcade, fils du précédent
- 1626-1635 : Francesc II d'Ausona et de Montcade, fils du précédent
- 1635-1670 : Guilhem Ramon I d'Ausona et IV de Montcade, fils du précédent
- 1670-1674 : Miguel I d'Ausona et de Montcade, fils du précédent
- 1674-1727 : Guilhem Ramon II d'Ausona et V de Montcade, fils du précédent
- 1727-1756 : Teresa I d'Ausona et de Montcade, fille du précédent

En 1722, Teresa I se marie avec Luis Antonio Fernández de Córdoba-Figueroa y Spinola, comte d'Empúries et duc de Medinaceli.

### Sources et bibliographie
- (ca) Cet article est partiellement ou en totalité issu de l’article de Wikipédia en catalan intitulé « comtat d'Osona » (voir la liste des auteurs).
- (ca) Jordi Bolòs - Víctor Hurtado, Atles del comtat d'Osona (798-993), Rafael Dalmau editor, Barcelone, 2001.  (ISBN 84-232-0632-7)
- (ca) Jordi Bolòs - Víctor Hurtado, Atles del comtat de Manresa (798-993), Rafael Dalmau editor, Barcelone, 2004.  (ISBN 84-232-0665-3)
- (en) Lewis, Archibald Ross. The Development of Southern French and Catalan Society, 718–1050. University of Texas Press: Austin, 1965.